# Mohun Bagan Super Giant
El Mohun Bagan Super Giant és un club de futbol professional indi amb seu a Kolkata, Bengala Occidental. El club competeix a la Indian Super League. L'entitat es va formar a partir de la unió entre la secció de futbol del club multiesportiu Mohun Bagan i l'ATK FC, i va començar a disputar partits la temporada 2020-21 com a Mohun Bagan Super Giant.
El propietari principal de l'Mohun Bagan Super Giant és el president del Grup RPSG, Sanjiv Goenka. També en són copropietaris l'exjugador de cricket Sourav Ganguly i Utsav Parekh, conjuntament amb el Mohun Bagan AC. L'antic entrenador de l'ATK Antonio López Habas és l'actual entrenador de l'Mohun Bagan Super Giant. L'Mohun Bagan Super Giant continua tenint una ferotge rivalitat, destacada en el "derbi de Kolkata" amb el East Bengal Club, històric rival de l'Mohun Bagan. El primer derbi es va disputar el 8 d'agost de 1921. També continua la rivalitat amb un altre club local, el Mohammedan SC. El club disputa els partits com a local al Salt Lake Stadium, que té una capacitat de 85,000 espectadors.
L'any 2023 l'equip de futbol adoptà el nom Mohun Bagan Super Giant.
Evolució del nom:
- 2020–2023: ATK Mohun Bagan Football Club
- 2023–present: Mohun Bagan Super Giant

## Palmarès
- Lliga índia de futbol (NFL/I-League/ISL):[8]
  - 2022–23
- Copa Durand:
  - 2023